# Тарифный план
Тарифный план — стандартная форма коммерческого предложения, в которой указывается перечень возможных услуг и порядок определения их цены. Имеет однозначно определённый способ учёта количественных и качественных характеристик услуги, предоставляемых абоненту, что для упрощения производимых расчетов приводится к минимально установленной единице учёта специфической услуги. Для некоторых тарифных планов указываются правила изменения стоимости этой единицы от внешнего фактора. Эта шкала зачастую устанавливается в прямой зависимости от времени оказания услуги (время суток, день недели, выходной день). Одновременно может быть установлен дополнительный коэффициент перерасчета в зависимости от расчетной категории, к которой оказываемая услуга соотносится по её основным характеристикам, например географическая или логическая привязанность одного или обоих участников обмена данных. Тарифный план тесно связан с расчетным периодом (используется для учёта, тарификации услуг имеющих периодическую стоимость — см. абонентская плата).
Тарифные планы используются как базовые договоры при пользовании услуг мобильной связи и интернета. Условия тарифных планов — открытая информация и изначально размещается на сайтах операторов связи.